# Lilium leichtlinii
Lilium leichtlinii (jap. コオニユリ, Ko-oniyuri = Kleine Tigerlilie) oder Japanische Lilie ist eine Pflanzenart aus der Gattung der Lilien (Lilium) in der Sektion Sinomartagon innerhalb der Familie der Liliengewächse (Liliaceae). 

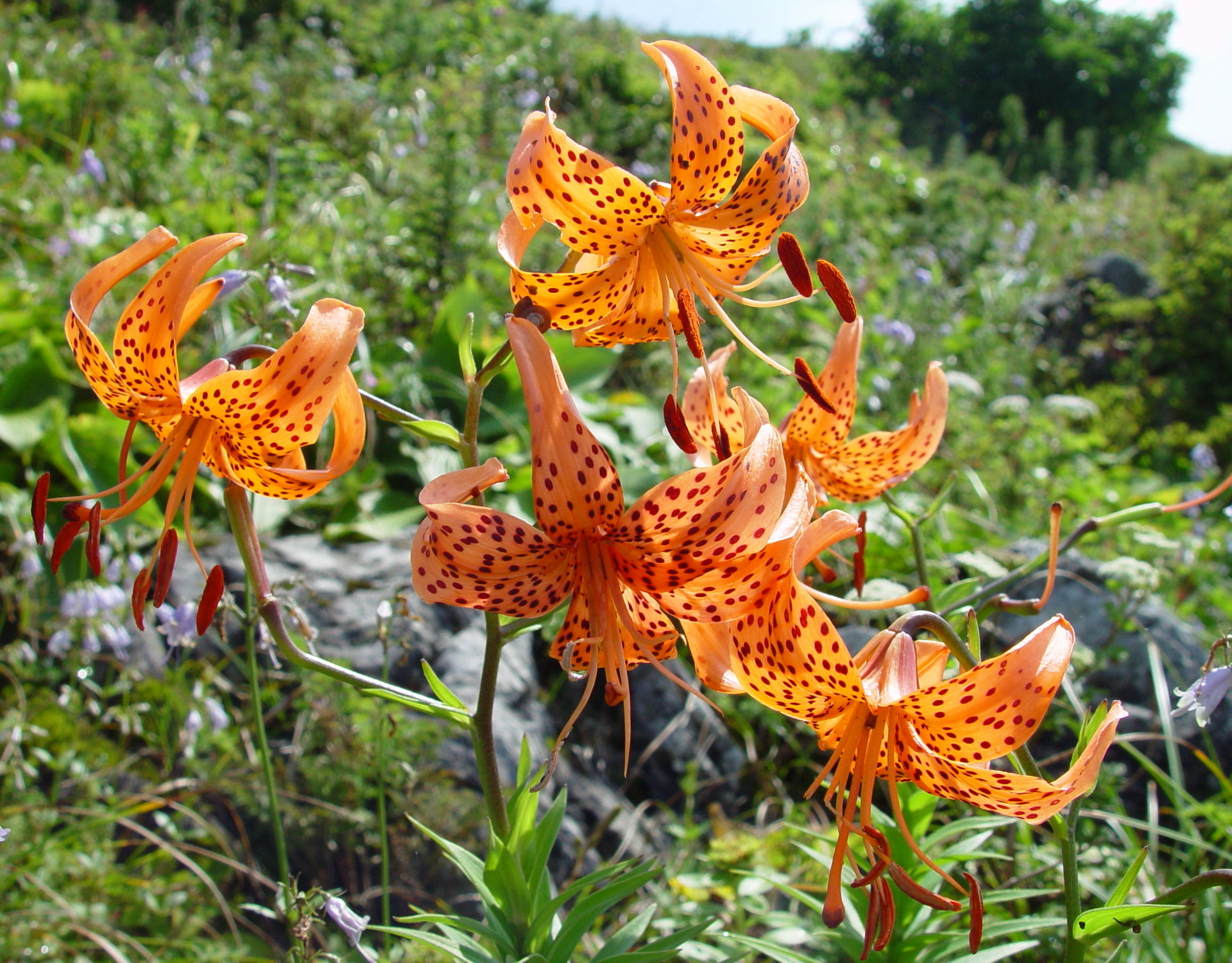
Lilium leichtlinii auf dem Mount Ibuki in Japan

## Beschreibung
Lilium leichtlinii erreicht eine Wuchshöhe von 50 cm bis 200 cm. Um den dunklen aufrechten Stängel stehen die wechselständigen, sitzenden, schmalen und eilanzettlichen und spitzen Laubblätter frei um den Stängel verteilt. Die Pflanze bildet reichlich Sproßknollen aus.
Die Japanische Lilie blüht von Juli bis August mit drei bis acht (selten einer oder zwei), großen, nickenden Blüten in einer Rispe. Die sechs gleichgestalteten Blütenhüllblätter (Tepalen) sind wie bei dem Türkenbund zurückgebogenen. Die Grundfarbe der Blüten ist gelb (leichtlinii) oder orange-rot (var. maximowiczii) mit innen dunklen, purpurnen Punkten. Die Antheren sind braun. Die Samen reifen in Samenkapseln heran und keimen sofortig-epigäisch.

## Verbreitung
Die Nominatform von Lilium leichtlinii ist in Japan endemisch, dort ist sie auf allen Inseln mit Ausnahme von Hokkaidō heimisch. Die Japanische Lilie wächst vor allem in der Niederaue.

## Taxonomie und Systematik
Lilium leichtlinii wurde 1867 von Hooker in Botanical Magazine; or, Flower-Garden Displayed .. Seite 93, Tafel 5673 erstveröffentlicht. Sie ist nach dem Botaniker Maximilian Leichtlin benannt.
Neben dem nominotypischen Taxon Lilium leichtlinii subsp. leichtlinii existiert die Unterart:
- Lilium leichtlinii subsp. maximowiczii (Regel) J.Compton: Sie hat die Chromosomenzahl 2n = 24.[3] Sie kommt auch in China,  Korea und Südostsibirien vor.[4]

## Kultur
Die Knolle der Pflanze ist essbar.
Die Pflanze wird vereinzelt im Garten angebaut. Sie benötigt einen frischen, kalkarmen, lehmig-humosen Boden und direkte Sonne. L. leichtlinii gehört zu den Arten, aus denen die amerikanischen Asiatic Hybrids gezüchtet wurden.